# Place Saint-Nizier
La place Saint-Nizier est une place du quartier Saint-Nizier à la jonction des 1er et 2e arrondissements de Lyon, en France.

## Situation
La place Saint-Nizier occupe un espace au devant et sur le côté occidental de la façade de l'église Saint-Nizier. Située à la charnière des deux premiers arrondissements, elle est coupée du nord au sud par un axe qui change de nom sur la place, les rues Paul-Chenavard au nord, et de Brest au sud. Son côté occidental est percée de la courte rue des Bouquetiers qui la relie à la place d'Albon. Dans son angle nord-est débute la rue de la Fromagerie qui longe le bas côté septentrional de l'église.

## Odonymie
La place doit son nom à l'une des plus anciennes églises de Lyon, qui la flanque sur son côté oriental : l'église Saint-Nizier. Elle-même doit son nom au saint Nizier de Lyon, évêque de Lyon au VIe siècle dont la sépulture doit être sous l'actuelle église, alors dédiée aux saints Apôtres,.

## Histoire
La place est intimement liée à l'édifice religieux qui la borde. Si l'église actuelle n'est bâtie qu'au XIVe siècle, une église primitive dédiée à la Vierge est attestée à l'époque de Pothin de Lyon, premier évêque de Lyon durant le 2e quart du IIe siècle et victime des persécutions romaines contre les chrétiens en 177 sous Marc Aurèle, épisode connu sous le nom des martyrs de Lyon. Ainsi, la place qui remonte au Moyen Âge est l'une des plus anciennes de Lyon. Selon Louis Maynard, une « maison ronde » ayant appartenu primitivement à Jacques Cœur puis à la famille de Civrieux se serait élevée sur la place. Cette même maison ronde est promise à la démolition par le percement de l'actuelle rue de Brest, alors rue Centrale par le plan Coillet du premier quart du XIXe siècle. Dans l'angle sud-ouest se trouvait également la chapelle Saint-Jacques ou Saint-Jacquême, édifice qui abritait les délibérations des édiles civils avant leur transfert dans un immeuble proche aux angles des actuelles rues Pléney et de la Fromagerie en 1461. C'est au cours de la Révolution française que la place prend sa forme actuelle après la suppression du cimetière qui l'occupe en partie.
Aujourd'hui, la place est située au cœur du quartier commercial et central de Lyon.
En 2019, elle fait l'objet d'un réaménagement à l'issue duquel elle devient en grande partie piétonne et végétalisée par la plantation de 3 arbres. La circulation automobile y est limitée à 20 km/h.

## Monument
- L'église Saint-Nizier s'élève sur le côté est de la place.

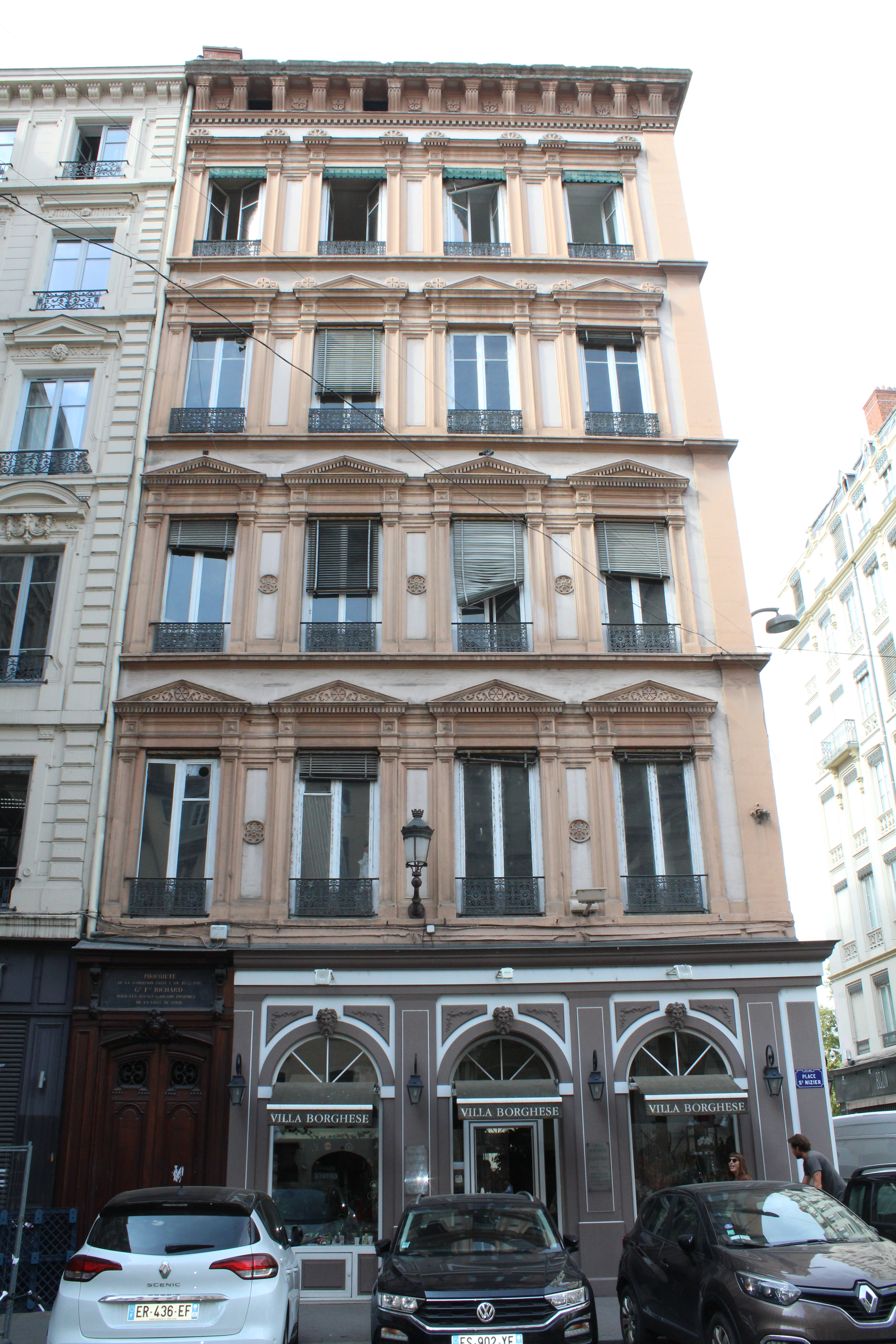
Façade donnant sur la place du 2, rue des Bouquetiers, de l'architecte Joanny Farfouillon.
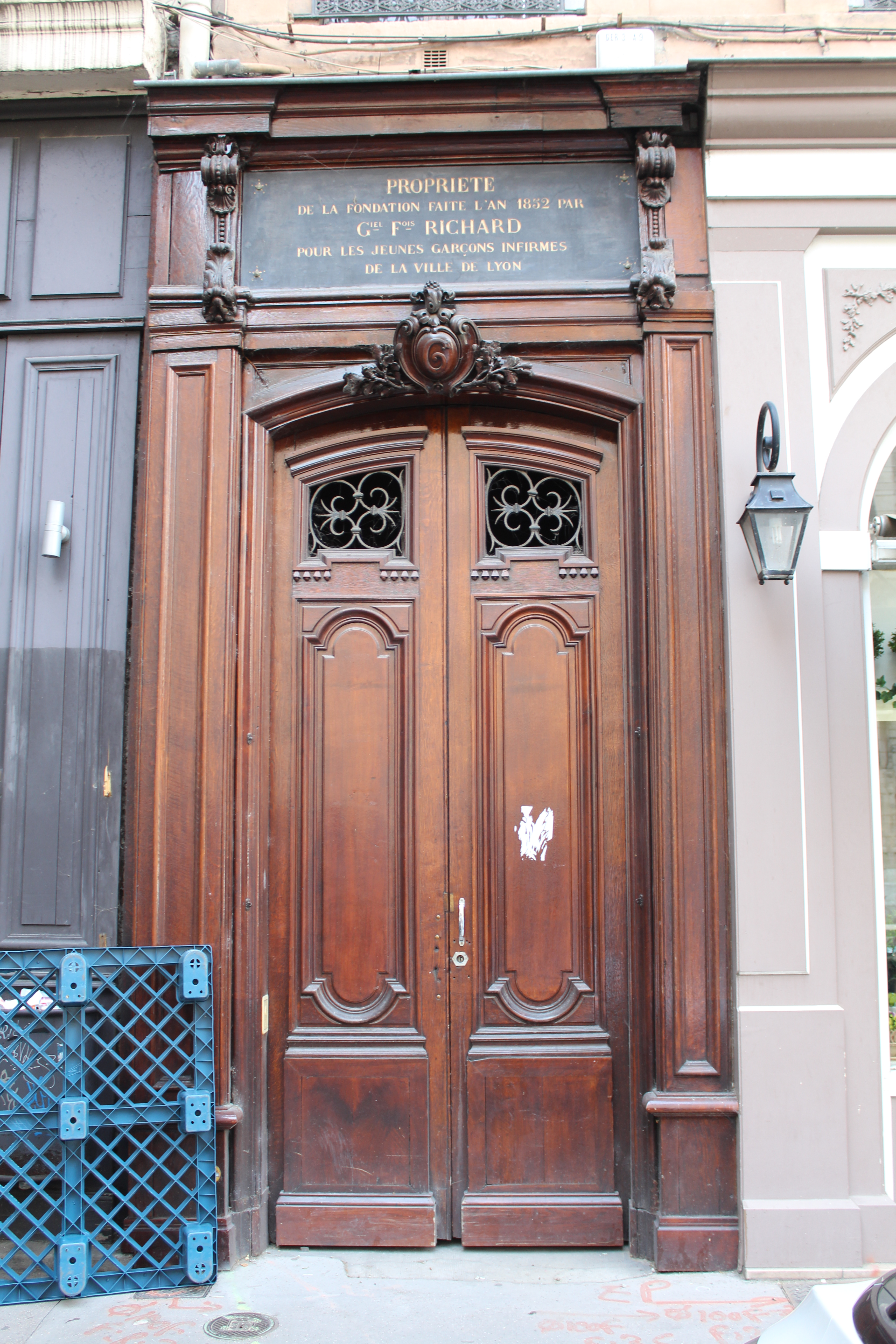
Porte de ce même édifice.
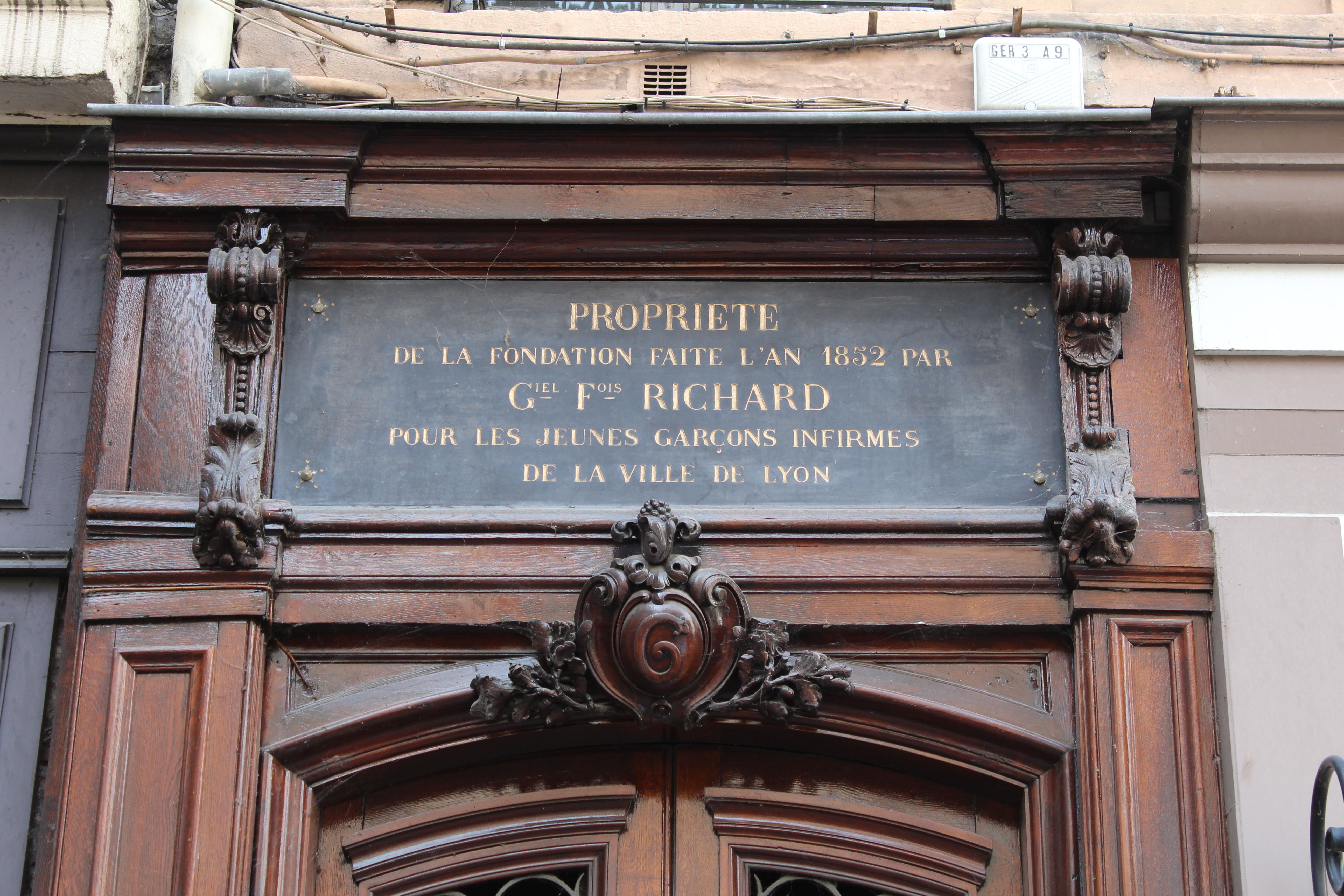
Détail de la plaque, 1852.

La place ne compte que 3 numéros :
Au numéro 1, sur la façade nord de la place, l'immeuble date de 1854, comme celui qui fait l'angle avec la rue Paul-Chenavard sur laquelle elle porte le n°28.
Au numéro 2, dans l'angle nord-ouest se trouve un bâtiment dont la construction remonte à 1643 et remanié en 1853.
Au numéro 5, sur la façade sud de la place, l'immeuble date de 1861.